# Armenak Alachachian
Armenak Misakovitsj Alachachian (Russisch: Арменак Мисакович Алачачян), (Armeens: Արմենակ Միսակի Ալաջաջյան) (Alexandrië, 25 december 1930 - Toronto, 4 december 2017), was een basketbalspeler, die speelde voor het basketbalteam van de Sovjet-Unie op de Olympische Spelen. Ook was Alachachian basketbalcoach van het nationale team van de Sovjet-Unie. Kreeg de onderscheiding Meester in de sport van de Sovjet-Unie in 1953 en het Ereteken van de Sovjet-Unie in 1965.

## Carrière
Armenak Alachachian werd geboren in een familie van Armeense vluchtelingen, die ontsnapte en toevlucht vonden in Egypte tijdens de Armeense Genocide in Turkije. In 1947 emigreerde zijn familie naar Armenië. Alachachian speelde voor de basketbaltak van SKIF Jerevan. In 1955 ging Alachachian spelen voor Boerevestnik Alma-Ata. In 1958 verhuisde Alachachian naar CSKA Moskou waarmee hij zes keer landskampioen werd. Ook won hij de EuroLeague in 1961. In 1963 won hij voor de tweede keer de EuroLeague. In 1965 verloor Alachachian de finale om de EuroLeague. In 1959 en 1963 werd hij landskampioen met RSFSR Moskou.
Met het Nationale team van de Sovjet-Unie won Alachachian de zilveren medaille in 1964 op de Olympische Spelen. Hij werd Europees kampioen in 1953, 1961, 1963 en 1965. In 1967 bood Aleksandr Gomelski, die toen sport directeur van CSKA Moskou was, Alachachian de functie aan van hoofdcoach van het herenteam. Alachachian won met CSKA de EuroLeague in 1969 en werd daarmee de eerste die de EuroLeague won als speler en als coach. Alachachian kreeg in 1969 de eretitel van Geëerde Coach van de Sovjet-Unie. Daarna besloot Armenak Alachachian om de Sovjet-Unie te verlaten en emigreren naar Canada. Sinds 1971 woonde Alachachian in Toronto, waar hij werkte als ondernemer.
Hij overleed in het Scarborough General Hospital in Toronto op 86-jarige leeftijd.

## Erelijst
- Landskampioen Sovjet-Unie: 8
  - Winnaar: 1959, 1960, 1961, 1962, 1963, 1964, 1965, 1966
- EuroLeague: 2
  - Winnaar: 1961, 1963
  - Runner-up: 1965
- Olympische Spelen:
  - Zilver: 1972
- Europees Kampioenschap: 4
  - Goud: 1953, 1961, 1963, 1965